# Тальян, Шаганэ
Шаандухт (Шагандухт, Шаганэ, Шагане) Нерсесовна Тальян (в девичестве Амбарцумян, в первом браке Тертерян) (22 апреля 1900 года, город Ахалцихе Тифлисской губернии — 1976, Ереван) — советская армянская школьная учительница. Возлюбленная русского советского поэта Сергея Есенина. Ей посвящено титульное стихотворение «Шаганэ ты моя, Шаганэ!…», а также «Ты сказала, что Саади…», «Никогда я не был на Босфоре…» входящие в стихотворный цикл «Персидские мотивы». 
Автор воспоминаний о Сергее Есенине.

## Биография
Родилась в городе Ахалцихе Тифлисской губернии 22 апреля 1900 года. До 3-го класса училась в Ахалцихе в приходской школе, затем в женской гимназии на станции Михайлово (Хашури).
По окончании гимназии в 1919 году поступила на фрёбелевские курсы и в 1920 году окончила их, после чего в армянских школах вела нулевую группу.
В 1921 году вышла замуж за экономиста Тертеряна Степана Рубеновича, жили в Тифлисе.
В 1922 году родился сын Рубен, впоследствии стал кандидатом медицинских наук.
Овдовела в 1924 году. Шаганэ осталась одна с ребёнком на руках и в Тифлисе ей работу не удавалось найти. С Ашхен, старшей сестрой, и со своим сыном Рубеном в июле 1924 года она приехала в Батум, где учительствовала младшая сестра Катя. Здесь Шаганэ преподавала в 4, 5, 6-х классах арифметику и вела нулевую группу.
В 16-17 декабря 1924 года в Батуме судьба свела её с Сергеем Есениным.
Из воспоминаний Шаганэ Тальян:
…в декабре 1924 года я вышла из школы и направилась домой. На углу я заметила молодого человека выше среднего роста, стройного, русоволосого, в мягкой шляпе и в заграничном макинтоше поверх серого костюма. Бросилась в глаза его необычная внешность, и я подумала, что он приезжий из столицы.
…В Батуме я снимала одну комнату вместе с сестрой Катей, 23-летней девушкой, тоже учительницей. Нашей непосредственной соседкой была массажистка Елизавета Васильевна Иоффе, которая дружила с нами, особенно с Катей. Она знакома была с Повицким, журналистом.
В тот же день вечером Иоффе ворвалась к нам в комнату со словами: «Катра, Катра, известный русский поэт хочет познакомиться с нашей Шаганэ». Есенин с Повицким были в это время у неё. Мы пошли. От нас и гостей в крохотной комнатке Иоффе стало невозможно тесно. После того как мы познакомились, я предложила всем идти гулять в парк. …
На следующий день Есенин с Повицким опять зашли и предложили нам принять участие в литературном вечере, где мы могли бы встретить и других их знакомых. Вечер должен был состояться на квартире Повицкого, в которой жил и Есенин. Мы решили прийти.
…На следующий день, уходя из школы, я опять увидела его на том же углу. Было пасмурно, а море начинался шторм. Мы поздоровались, и Есенин предложил пройтись по бульвару, заявив, что не любит такой погоды и лучше почитает мне стихи. Он прочитал «Шаганэ ты моя, Шаганэ…» и тут же подарил мне два листка клетчатой тетрадочной бумаги, на которых стихотворение было записано. Под ним подпись: «С. Есенин».
…
В одну из последующих наших встреч, которые теперь происходили почти ежедневно, он прочитал новое стихотворение «Tы сказала, что Саади…»
…Когда Есенин встречал меня в обществе других мужчин, … то подходил сам, знакомился с ними, но уходил обязательно со мной.
Всегда приходил с цветами, иногда с розами, но чаще с фиалками. Цветы сам очень любил.
4 января он принес книжку своих стихов «Москва кабацкая» (Ленинград, 1924 г.), с автографом, написанным карандашом: «Дорогая моя Шаганэ, Вы приятны и милы мне. С. Есенин. 4.1.25 г., Батум» (см. стр. 44,- В. Б.).

Вместе с книжкой он принес фотографию, на которой на берегу моря запечатлены он, Новицкий и ещё двое незнакомых мне мужчин, с написанным на обороте стихотворением «Ты сказала, что Саади…». Над стихотворением была надпись: «Милой Шаганэ», а под стихотворением подпись: «С. Есенин». Текст стихотворения состоял из четырёх строф, как в первой публикации его..
Впечатления от встреч с Есениным изложила также А. И. Коломейцева (А. И. Коломейцева. Встреча с Сергеем Есениным в Батуме. 24 октября 1958 г. Машинопись авторизованная. Воспоминания печатаются частично. Полностью опубликованы в журн. «Дон», Ростов-на-Дону, 1964, № 11.).
Дом № 15/7, в котором мы жили в 1924—1925 годах, находился на пересечении Смекаловской улицы (теперь улица Руставели) и Соборного переулка (теперь Комсомольская улица). Это был привлекательный одноэтажный деревянный домик. В нём проживало несколько семей: сестры Е. А. и М. А. Арнольди, учительницы, и я, воспитанница их; сестры Катя и Шаганэ, учительницы; Е. В. Иоффе, массажистка, и другие.
В 1924 году я собиралась выехать в Москву, чтобы поступить в консерваторию. Усиленно готовилась к предстоящим экзаменам, много играла на рояле и пела. В один из декабрьских дней, после исполнения какой-то арии, которая мне долго не удавалась, я услышала аплодисменты из соседней комнаты, где жили сестры Катя и Шаганэ. В дверях показалась Катя и стала просить меня зайти: у них сейчас поэт Сергей Есенин, который хотел бы познакомиться со мной. Я знала уже стихи Есенина, они мне нравились, но о нём ходили такие странные слухи… Я колебалась. Кроме того, мне вовсе не казались искренними эти горячие аплодисменты. Я расценивала свои способности очень скромно, поэтому наотрез отказалась от приглашения. Через несколько минут в дверях показался Есенин и стал мягко, но настойчиво просить зайти к ним, спеть что-нибудь. В его манере обращения была такая простота и задушевность, что у меня не нашлось уже возражений, и вскоре мы вчетвером сидели за столом в комнате сестер и пили чай. Помню, я спела им „Матушку-голубушку“ Гурилева. Потом Есенин рассказывал нам о своих впечатлениях от Кавказа.
…Рассказывал он оживленно, весело, но иногда умолкал, задумывался, и тогда уходил от нас куда-то далеко, далеко. Я помню его отсутствующий, остановившийся, потерявший нас взгляд, окаменевшее, сразу сдавшееся массивным и тяжелым лицо… Потом он возвращался к нам, снова оживлено рассказывал о чём-то…

…Вскоре я уехала в Москву и более с Есениным не виделась. Мне известно, что он часто бывал в нашем доме и после моего отъезда
.
В 1925/26 учебном году Шаганэ преподавала в Сочи в армянской школе.
В 1926—1934 годах — в Тифлисе в школе № 70.
В 1930 году вторично вышла замуж за композитора Вардгeca Григорьевича Тальяна. В 1934 году переехала в Ереван, где уже не работала.
В 1947 году овдовела во второй раз.
В 1958 году В. Г. Белоусову удалось разыскать Шаганэ, свидетелей пребывания Есенина в Батуми и договориться о встрече. 3 февраля 1959 года в Ереване написала автобиографию.
В августе 1959 года В. Г. Белоусов встретился в Ереване с Шаганэ Тальян и та передала исследователю автобиографию и воспоминания о Есенине.
В 1963 году Шаганэ Нерсесовна встречалась с учениками и преподавателями ереванской школы № 20 им. Ф. Э. Дзержинского (ныне им. Джона Киракосяна). Сохранилось фото
Умерла в 1976 году в Ереване.

## Семья
Отец — Нерсес Егияевич Амбарцумян (1869—1919), педагог, позднее стал священником, как и его отец (дед Шагандухт). Окончил семинарию в Тифлисе; помимо армянского и русского владел французским, немецким, латинским языками. Став священником давал частные платные уроки по иностранным языкам. Умер в 1919 году от тифа в возрасте 50 лет.
Мать — Мария Георгиевна Каракашян (1871—1911), учительница. Умерла в 1911 году в возрасте 40 лет.
Первый муж (1921—1924) — Степан Рубенович Тертерян, экономист. Умер в 1924 году.
- Сын — Рубен Степанович Тертерян (1922 — ?), на службе в РККА с 1940 года, ветеран Великой Отечественной войны, кавалер ордена Красной Звезды, старший лейтенант, в послевоенные годы учёный, кандидат медицинских наук, сотрудник Ереванского государственного медицинского университета.

Второй муж (1930—1947) — Вардгec Григорьевич Тальян, композитор. Умер в 1947 году.